# Nyakörves sarlósfecske
A nyakörves sarlósfecske (Streptoprocne semicollaris) a madarak osztályának a sarlósfecske-alakúak (Apodiformes) rendjébe és a sarlósfecskefélék (Apodidae) családjába tartozó faj.

## Rendszerezése
A fajt Henri de Saussure svájci természettudós írta le 1859-ben, az Acanthylis nembe Acanthylis semicollaris néven.

## Előfordulása
Mexikó nyugati és középső részén honos, Belize területi jelenléte bizonytalan. Természetes élőhelyei a szubtrópusi és trópusi hegyi esőerdők és lombhullató erdők, sziklás környezetben. Magassági vonuló.

## Megjelenése
Testhossza 22 centiméter.
|  |

## Életmódja
Rovarokkal táplálkozik.

## Természetvédelmi helyzete
Az elterjedési területe nagy, egyedszáma pedig stabil. A Természetvédelmi Világszövetség Vörös listáján nem fenyegetett fajként szerepel.

## Külső hivatkozások
- Képek az interneten a fajról
- Xeno-canto.org - a faj hangja és elterjedési területe